# Lingua guliguli
La lingua guliguli era una lingua estinta diffusa un tempo nell'isola della Nuova Georgia, facente parte delle Isole Salomone, la cui esistenza venne accertata da Peter Lanyon-Orgill nel 1953.  In seguito. la linguista Karen Davis si è detta scettica rispetto all'ipotesi che questa lingua sia mai esistita, poiché il termine guliguli ha un significato osceno nelle zone dove oggi viene parlata la lingua hoava ed un tempo si sarebbe dovuto parlare il guliguli, in più tra gli Hoava non è rimasta memoria di una lingua con questo nome. Potrebbe essersi quindi trattato di uno scherzo giocato a Lanyon-Orgill da qualche buontempone dell'epoca.

Alcuni pensano che il guliguli fosse un dialetto dell'altrettanto estinta lingua kazukuru.

## Classificazione
Nel 1975, il linguista Stephen Wurm, aveva proposto l'ipotesi di una famiglia linguistica denominata lingue papuasiche orientali che avrebbe raggruppato tutte le lingue parlate negli arcipelaghi ad est di Papua, all'interno della famiglia ci sarebbe stato anche il  gruppo kazukuru formato da tre lingue estinte: lingua dororo, lingua kazukuru e dal guliguli.
Gli studi più recenti hanno invece stabilito che le tre lingue debbano far parte della famiglia linguistica austronesiana, secondo questo schema genetico:
- Lingue austronesiane
  - Lingue maleo-polinesiache
    - Lingue maleo-polinesiache centro-orientali
      - Lingue maleo-polinesiache orientali
        - Lingue oceaniche
          - Lingue oceaniche occidentali
            - Lingue meso-melanesiane
              - Lingue della Nuova Irlanda
                - Lingue della Nuova Irlanda meridionale e delle Salomone nord-occidentali
                  - Lingue della Nuova Georgia occidentali
                    - Guliguli